# Bahnhof Kettwig
Der Bahnhof Kettwig  ist ein S-Bahnhof im Essener Stadtteil Kettwig. Er liegt an der Ruhrtalbahn zwischen Düsseldorf und Essen und wird im von der Linie S 6 der S-Bahn Rhein-Ruhr angefahren. Das Bahnhofsgebäude aus dem Jahre 1873 steht seit 1987 unter Denkmalschutz.

## Geschichte

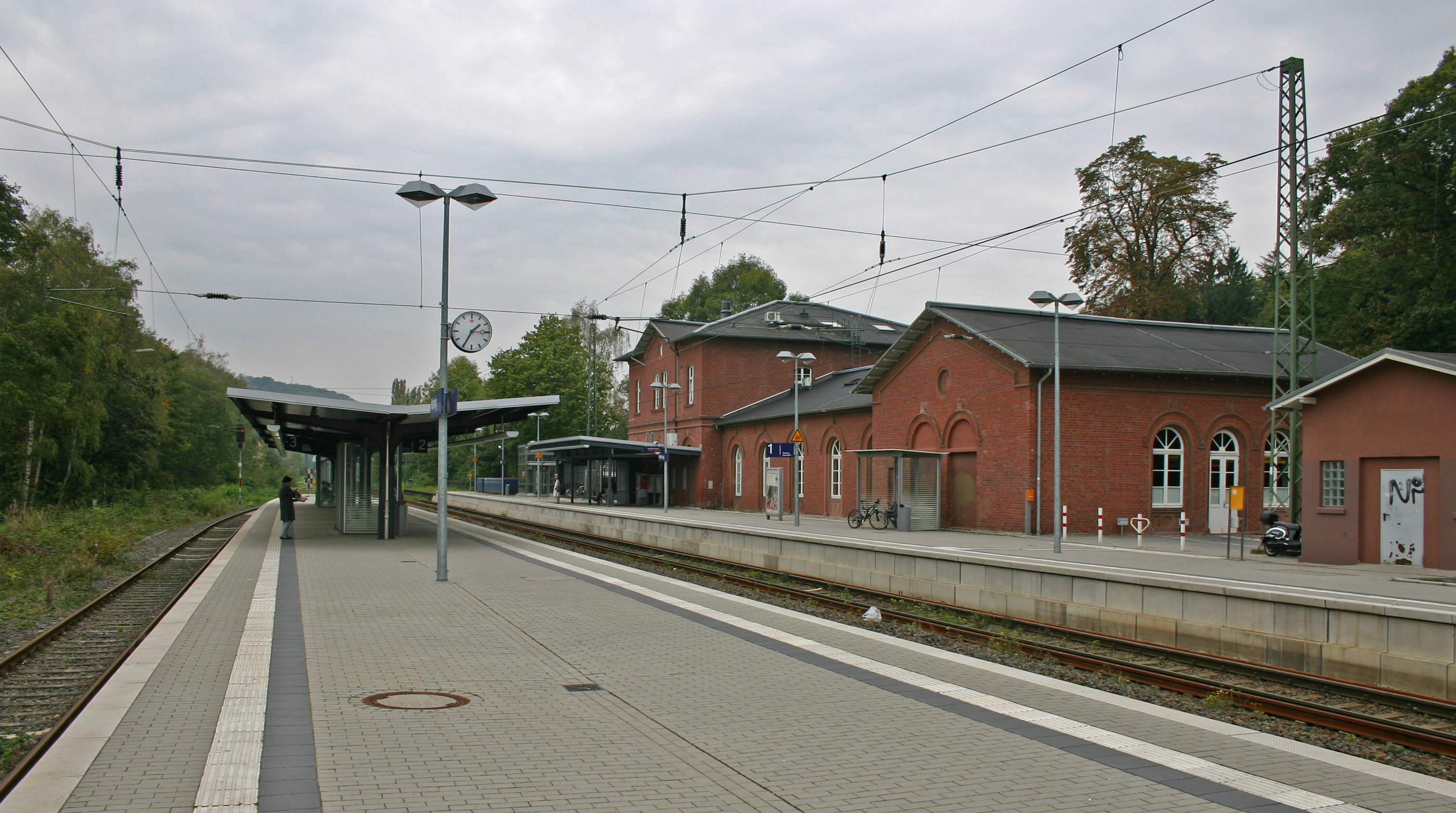
Bahnsteige nach der Modernisierung im Sommer 2012

Der erste Kettwiger Bahnhof wurde im Jahr 1872 errichtet. Im Folgejahr nahm die Bergisch-Märkische Eisenbahn-Gesellschaft den Personenverkehr auf der Strecke Düsseldorf–Kettwig–Kupferdreh auf. Das erste noch provisorische Bahnhofsgebäude wurde 1875 demontiert und als ebenfalls provisorisches Bahnhofsgebäude in Wermelskirchen wiedererrichtet. Im gleichen Jahr wurde auch die eingleisige Untere Ruhrtalbahn nach Mülheim an der Ruhr gebaut und in Betrieb genommen. Bereits in den Jahren 1872/1873 ist das heute unter Denkmalschutz stehende Empfangsgebäude in einer Spätform des Klassizismus erbaut worden. Die Personenzüge von und nach Mülheim endeten stumpf an einem Bahnsteig westlich des Bahnhofsgebäudes.
1887 wurde eine zweite Strecke in Richtung Werden mit separater Ruhrquerung im Zuge der Eisenbahnbrücke Kettwig gebaut.
Im Jahr 1905 wurde der Bahnhof in die 1. Klasse hochgestuft. Nun hielten auch Eilzüge in Kettwig sowie der Schnellzug Essen–Basel. Um den Bahnsteig 2 besser erreichen zu können, entstand ein Personentunnel.
Im Jahr 1926 wurde nach einer Bauzeit von mehr als 13 Jahren die Niederbergbahn von Kettwig Stausee über Heiligenhaus nach Velbert fertiggestellt und gleichzeitig eine dritte Brücke mit dem Bahnhof verbunden.
Am 10. April 1945 wurden alle drei Brücken durch die deutsche Wehrmacht gesprengt, um von Norden heranrückende amerikanische Truppen aufzuhalten. Der Bahnverkehr wurde bald nach Kriegsende wieder aufgenommen. Züge aus Richtung Düsseldorf endeten am Behelfsbahnhof Pusch (heute Haltepunkt Kettwig Stausee). Züge von Mülheim endeten am Bahnhof Kettwig vor der Brücke.
Nachdem 1951 die Düsseldorfer Brücke wieder aufgebaut worden war, gab es auch wieder durchgehende Züge auf der Ruhrtalbahn. Die Brücke der unteren Ruhrtalbahn wurde nicht wieder aufgebaut, so dass aus dieser Richtung der Bahnhof Kettwig nicht mehr erreichbar war.
Seit 1968 bedient die S-Bahn Rhein-Ruhr mit der Linie S 6 den Bahnhof. Im selben Jahr wurde das neue DrS2-Stellwerk Kgf für den Bahnhof Kettwig in Betrieb genommen, welches die bisherigen Stellwerke Kgb(Fahrdienstleiter) und OF(Weichenwärter) ersetzte. Seit 1977 befindet sich Kgf in der Fernsteuerung aus Essen Hbf Ef. Es kann aber im Störungsfall weiterhin vor Ort besetzt werden.
1977 wurde der Bahnhof Kettwig als selbstständige Dienststelle aufgelöst, auch bedingt durch die Eingemeindung Kettwigs zu Essen. Die Bahnhofshalle wurde geschlossen.
Die Züge der Linie S 6 verkehren planmäßig auf den Gleisen 1 (Fahrtrichtung Düsseldorf/Köln) und 2 (Fahrtrichtung Essen), Gleis 3 wird für Überholungen, vorzeitige Wendung bzw. abweichende Fahrten von Zügen bei Störungen oder Bauarbeiten, Sonderzüge und Museumsverkehr genutzt. Alle weiteren Gleise wurden entfernt.
In den Sommerferien 2012 wurde der Bahnhof barrierefrei ausgebaut, wozu die Bahnsteige auf einer Länge von 150 m auf 96 cm angehoben und abgegrenzt sowie zwei Aufzüge errichtet wurden.
Im Januar 2024 kam es zu einem Erdrutsch im Trassenabschnitt zwischen dem Bahnhof Hösel und Haltepunkt Kettwig Stausee, dessen Beseitigung sowie Wiederherstellung des Betriebes voraussichtlich bis Mitte des Jahres 2026 dauern wird. Bis dahin enden die aus Essen Hbf kommenden Züge in Kettwig.

## Bedienung
Seit 1968 bedient die S-Bahn Rhein-Ruhr mit der Linie S 6 den Bahnhof. Sie verbindet Kettwig mit Essen und Düsseldorf.
| Linie | Verlauf | Takt |
| ----- | --- | --- |
| S 6   | Essen Hbf – Essen Süd – E-Stadtwald – E-Hügel – E-Werden – Kettwig – Kettwig Stausee – Hösel – Ratingen Ost – D-Rath – D-Rath Mitte – D-Derendorf – D-Zoo – D-Wehrhahn – Düsseldorf Hbf – D-Volksgarten – D-Oberbilk – D-Eller Süd – D-Reisholz – D-Benrath – D-Garath – D-Hellerhof – Langenfeld-Berghausen – Langenfeld (Rheinland) – Lev.-Rheindorf – Lev.-Küppersteg – Leverkusen Mitte – Lev.-Chempark – K-Stammheim – K-Mülheim – K-Buchforst – K-Messe/Deutz – Köln Hbf – K-Hansaring – K-Nippes (– K-Geldernstr./Parkgürtel – K-Longerich – K-Volkhovener Weg – K-Chorweiler – K-Chorweiler Nord – K-Blumenberg – K-Worringen) Stand: Fahrplanwechsel Dezember 2023 | 20 min (werktags) 30 min (sonn-/feiertags, Essen–Düsseldorf auch samstags) Nippes–Worringen nur werktags 5–20 Uhr und sonn-/feiertags 11–21 Uhr |

## Lage in Kettwig und Anbindung an ÖPNV
Am Bahnhof Kettwig bestehen Umsteigemöglichkeiten zu den Buslinien 142, 180 und NE13 der Ruhrbahn.
| Linie | Linienverlauf | Takt                |
| ----- | --- | ------------------- |
| 142   | Annental, Betriebshof Ruhrallee – Rellinghausen – Stadtwaldplatz – Rüttenscheid Martinstraße – Alfredbrücke – Messe Essen/Gruga – Messe West/Süd/Gruga – Bredeney Friedhof – Schuir Abzweig Flughafen – Schwimmbad Kettwig – Kettwiger Markt – Kettwig | 20 min 10 min (HVZ) |
| 180   | Kettwiger Markt – Kettwig – Schuirweg – Werden – Werdener Markt – Heidhausen Am Schwarzen – Hespertal – Dilldorf – Kupferdreh – Burgaltendorf Burgruine Verkehrt ab teilweise weiter Burgaltendorf als Linie 159 zur Schwimmbrücke.                    | 30 min              |
| NE13  | Essen Hbf – Philharmonie – Rüttenscheider Stern – Rüttenscheid Martinstraße – Alfredbrücke – Messe Essen/Gruga – Messe West/Süd/Gruga – Sommerburgstr. – Schuir – Schwimmbad Kettwig – Gewerbegebiet Kettwig – (Kettwiger Markt →) Kettwig             | 60 min              |

Der Bahnhof Kettwig liegt am Rande Kettwigs außerhalb der Bebauung an der Ruhrtalstraße nach Essen-Werden und damit ungünstig zum Zentrum des Stadtteiles. Da er zudem zwischen einer Bergwand und dem nahegelegenen Ruhrufer liegt, gibt es kaum Chancen, um ihn herum etwas zu entwickeln.
In Essen-Kettwig verkehren ab der zentralen Haltestelle Kettwiger Markt außerdem die Buslinien 134 und 151 nach Mülheim an der Ruhr, 772 und 774 nach Heiligenhaus. Sie bedienen im weiteren Verlauf die Haltestelle Ringstraße, welche sich am östlichen Ende des Kettwiger Zentrums an der Hauptverkehrskreuzung befindet. Von dieser etwa 530 Meter vom Bahnhof Kettwig entfernten Kreuzung gehen die drei Ausfallstraßen in Richtung Essen-Werden, den Ortsteil Kettwig vor der Brücke und weiter nach Heiligenhaus oder Lintorf sowie die dritte in Richtung Mülheim-Menden, Essen-Schuir ab. Neben der Bahnstrecke entstand seit 2015 auf der ehemaligen Güterverladestelle das Neubaugebiet „Kettwiger Ruhrbogen“.
| Graf-Zeppelin-Straße nach Mülheim an der Ruhr                                                            |                                                                                           | Ruhrtalstraße nach Essen-Werden, zum Bahnhof |
| Hauptstraße zum Kettwiger Markt                                                                          |                                                                                           |                                              |
| Ringstraße nach Kettwig vor der Brücke, Heiligenhaus, Mülheim-Mintard–Saarn/Ratingen-Breitscheid–Lintorf | 200 m Luftlinie zur S-Bahnstrecke (Überquerung Güterstraße), dahinter Kettwiger Ruhrbogen |                                              |

## Planungen
Laut des Nahverkehrsplans (NVP) für die Jahre 2008–2012 war geplant, den Bahnhof näher in Richtung der Kettwiger Brücke in den Bereich der Güterstraße zu verlegen, um ihn in Höhe der Haltestelle Ringstraße besser mit den Bussen verknüpfen zu können. Aus im Nahverkehrsplan nicht erklärten Gründen wurde dieses Vorhaben jedoch abgelehnt.
Seitens der Stadt Essen gibt es Planungen die Unterführung bis zur Ruhr durchzustechen, um den Bahnhof an den Ruhrtalweg anzuschließen.